# Matros
Matros er en fuldt uddannet menig sømand, som har erhvervet sig erfaring i alt forefaldende lønarbejde på et skib.
En matros bør, som andet personale på danske skibe, have haft kursus i kendskab til sikkerheden om bord, brandslukning, håndtering af redningsflåder, ankerspil, m.m. Tidligere gjaldt det erfaring i vedligeholdelse af takkelagen (tovværk og rigning, master og sejl), sejldugssyning, lodning (måling af vanddybde), betjening af roret, roning af båd, betjening af spil og andre mekaniske indretninger. Hans rang svarede til svendens rang indenfor håndværk.
En befaren matros er en betegnelse for en værnepligtig matros, der i 18 måneder har været i fart som sømand. Tidligere var der en koncis angivelse af mindstemålet: I de 18 måneder skulle man have gjort to rejser til havne, der er beliggende vest for en linje fra Texel til Kap Lindesnæs eller øst for en linje fra Rügenwalde til Kalmar.
De befarne sømænd blev udskrevet til tjeneste ved søværnet.